# Jorge Hernández
Jorge Hernández (nascido em 6 de setembro de 1948) é um ex-ciclista colombiano. Representou seu país, Colômbia, no ciclismo nos Jogos Olímpicos de Verão de 1968 e 1976.